# Museros
Museros è un comune spagnolo di 5 623 abitanti situato nella Comunità Valenciana.